# Anhöhe von Sawur-Mohyla
Koordinaten: 47° 55′ 23″ N, 38° 44′ 26″ O

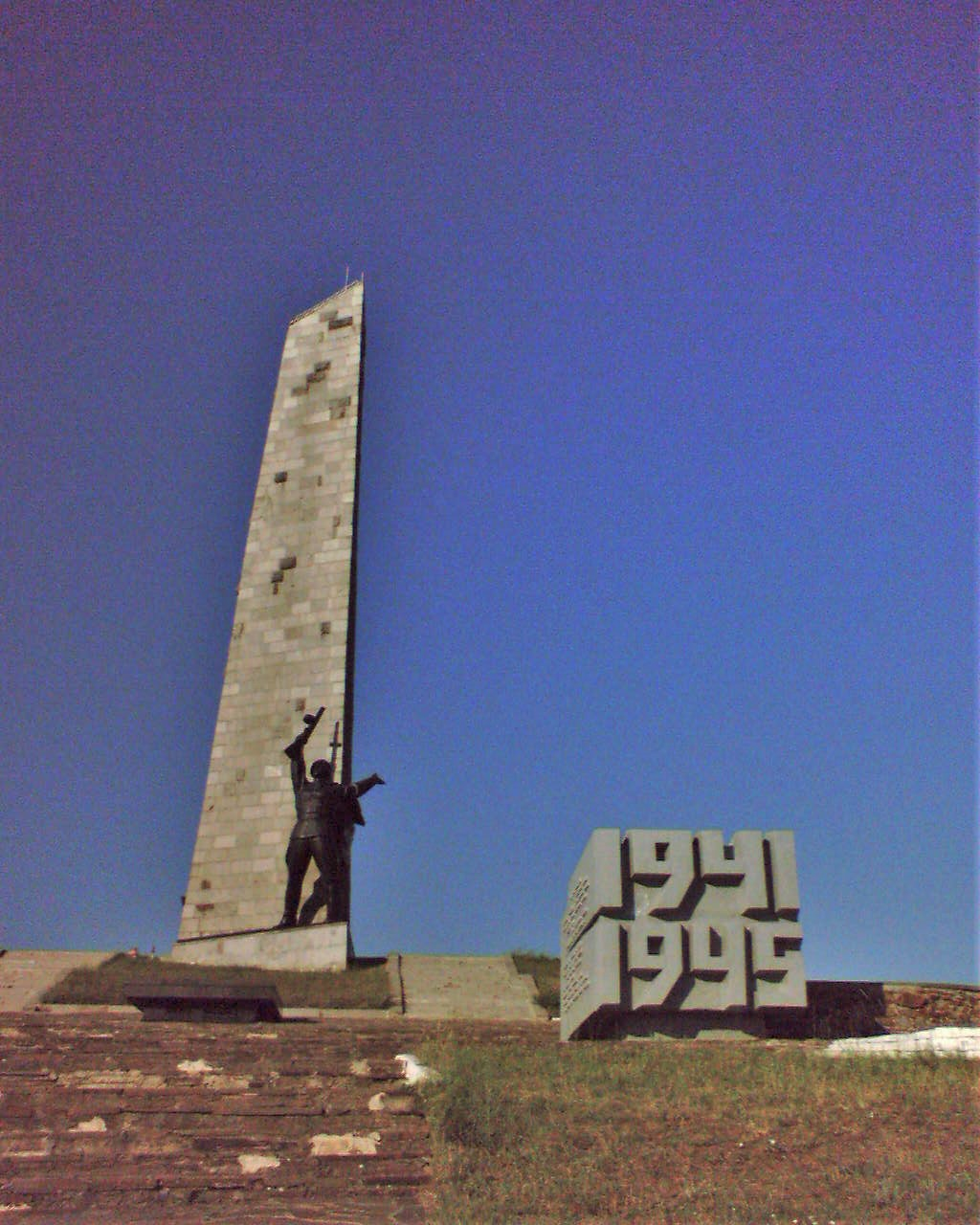
Das Denkmal vom Zweiten Weltkrieg, vor dem Ukrainekrieg

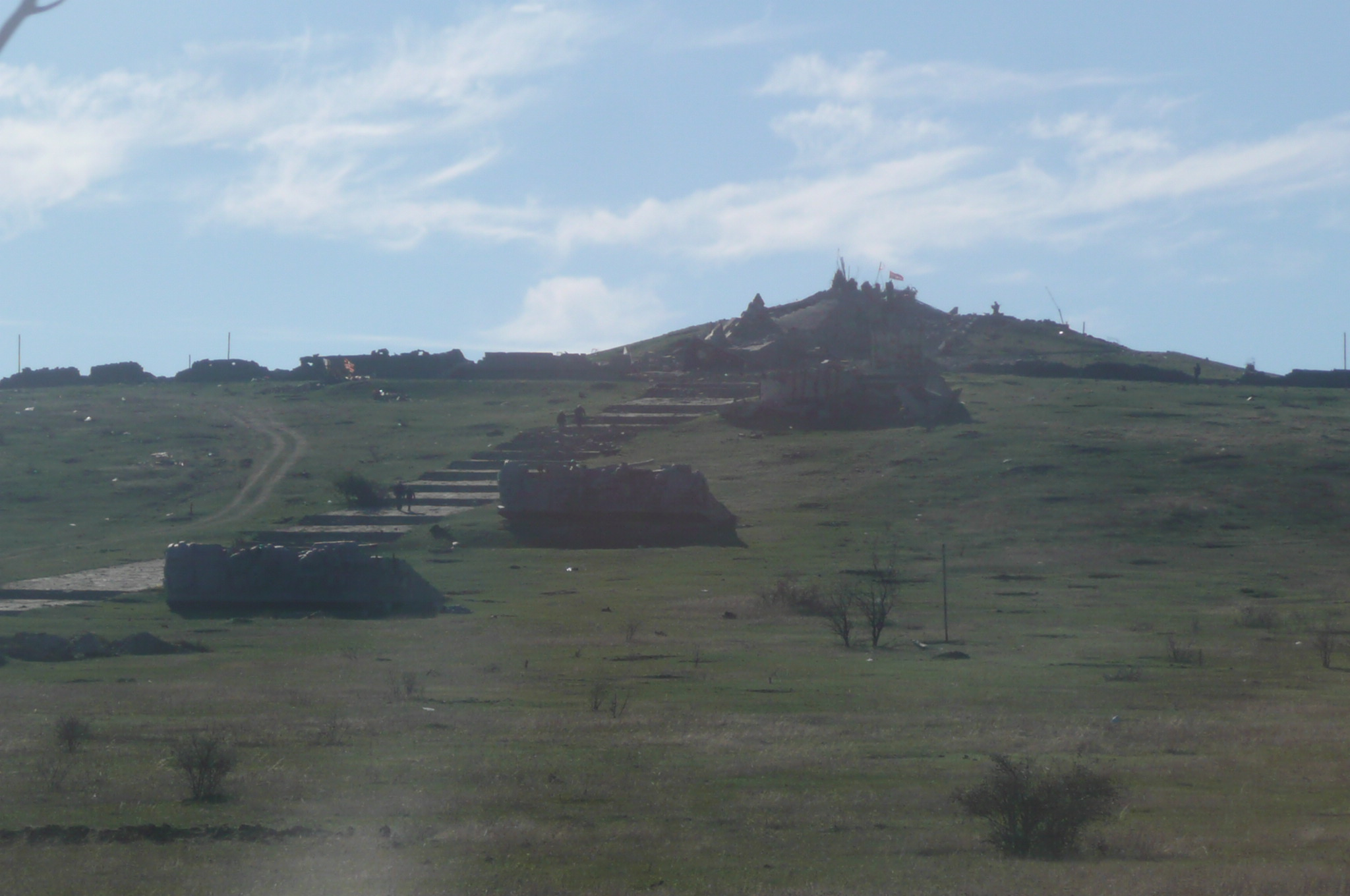
Anhöhe von Sawur-Mohyla im Oktober 2014

Die Anhöhe von Sawur-Mohyla (ukrainisch Савур-могила; russisch Саур-Могила/ Saur-Mogila) ist eine 277,9 m hohe strategische Höhe im Donez-Bergrücken 12 km südlich der Stadt Snischne und etwa 5 km entfernt von der Grenze zwischen der ukrainischen Oblast Donezk und der russischen Oblast Rostow.
Die Anhöhe ist ursprünglich ein Grabhügel (Kurgan); „Mohyla“ bedeutet „Tumulus“ in der Ukraine und nach einer Auslegung kommt das Wort „Sawur“ vom türkischen „Sauyr“, was bedeutet „ein wie ein Pferdrücken geformter Steppenhügel.“
Die Höhe war im Deutsch-Sowjetischen Krieg (Donez-Mius-Offensive) und im Ukraine-Krieg Schauplatz schwerer Gefechte.
Das Denkmal auf der Anhöhe wurde im Russisch-Ukrainischen Krieg zerstört. 
Alice Bota besuchte die Anhöhe im Oktober 2014 zusammen mit dem Fotografen Sebastian Bolesch und berichtete in der Wochenzeitung Die Zeit von der Beerdigung dreier im Kampf gegen die ukrainische Armee gefallener prorussischer Separatisten auf der Anhöhe.